# سیلور ویژن
سیلور ویژن (انگلیسی: Silver Vision) شرکت رسانه‌ای بریتانیایی است، که در سال ۱۹۸۸ تأسیس شد.